# Olympische Winterspiele 1994/Teilnehmer (Israel)
| Gelbes Symbol für Goldmedaillen mit stilisierten Olympischen Ringen | Graues Symbol für Silbermedaillen mit stilisierten Olympischen Ringen | Braundes Symbol für Bronzemedaillen mit stilisierten Olympischen Ringen |
| ------------------------------------------------------------------- | --------------------------------------------------------------------- | ----------------------------------------------------------------------- |
| —                                                                   | —                                                                     | —                                                                       |

Israel nahm bei den Olympischen Winterspielen 1994 im norwegischen Lillehammer mit einem Athleten teil.
Es war die erste Teilnahme Israels an Olympischen Winterspielen.

## Teilnehmer

### Eiskunstlauf
| Athleten         | Wettbewerbe | Pflichttanz 1 | Pflichttanz 1 | Pflichttanz 2 | Pflichttanz 2 | Originaltanz | Originaltanz | Kurzprogramm | Kurzprogramm | Kür/Kürtanz | Kür/Kürtanz | Gesamt    | Gesamt |
| Athleten         | Wettbewerbe | Bewertung     | Rang          | Bewertung     | Rang          | Bewertung    | Rang         | Bewertung    | Rang         | Bewertung   | Rang        | Bewertung | Rang   |
| ---------------- | ----------- | ------------- | ------------- | ------------- | ------------- | ------------ | ------------ | ------------ | ------------ | ----------- | ----------- | --------- | ------ |
| Männer           |             |               |               |               |               |              |              |              |              |             |             |           |        |
| Michael Shmerkin | Einzel      | —             | —             | —             | —             | —            | —            | 7,5          | 15           | 17,0        | 17          | 24,5      | 16     |